# Mademoiselle Fanny
Mademoiselle Fanny, var en fransk modist.
Hon tillhörde de mer framgångsrika och tongivande modisterna inom Paris' modeindustri under sin samtid. Som ledande modedesigner fanns hon uppräknad för utländska besökare i Paris i Almanach des Modes 1821. Hon nämns som den elegantaste modisten i Paris, medan Madame Guérin sades vara den främsta och Madame Herbault den djärvaste. 